# Zia Pueblo
Zia Pueblo (in keres orientale: Tsi'ya, in spagnolo: Pueblo de Zía) è un census-designated place (CDP) degli Stati Uniti d'America della contea di Sandoval nello Stato del Nuovo Messico. La popolazione era di 737 abitanti al censimento del 2010. Il pueblo dal quale il CDP prende il nome è incluso all'interno del CDP; è inserito nel National Register of Historic Places.
Zia Pueblo fa parte dell'area metropolitana di Albuquerque.

## Geografia fisica
Secondo lo United States Census Bureau, il CDP ha una superficie totale di 70,13 km², dei quali 70,01 km² di territorio e 0,12 km² di acque interne (0,17% del totale).

## Società

### Evoluzione demografica
Secondo il censimento del 2010, c'erano 737 abitanti.

### Etnie e minoranze straniere
Secondo il censimento del 2010, la composizione etnica del CDP era formata dallo 0,14% di bianchi, lo 0% di afroamericani, il 99,46% di nativi americani, lo 0% di asiatici, lo 0% di oceanici, lo 0% di altre razze, e lo 0,41% di due o più etnie. Ispanici o latinos di qualunque razza erano il 2,04% della popolazione.